# Sheading di Michael
Michael (Maayl in mannese) è uno dei sei sheading dell'Isola di Man ed è formato dalle parrocchie di Jurby, Ballaugh e Michael.